# Chronologie des faits économiques et sociaux dans les années 1870
Chronologie de l'économie
Années 1860 - Années 1870 - Années 1880

## Événements

### Afrique
- 1869 : les Missions Rhénanes du Sud-Ouest africain créent une société commerciale chargée théoriquement d’assurer l’approvisionnement régulier des Namas et des Hereros[1], peuples nomades, souvent en guerre et menacés en permanence par la sécheresse et la famine. Des ressources nombreuses (ivoire, guano, cuivre, plumes d’autruche, bétail) attirent les marchands de Brême et de Hambourg. Vers 1875, les centres commerciaux de Windhoek et Grootfontein, se présentent comme de petites villes allemandes prospères.
- Après 1872 : afflux massif de colons français en Algérie ; réfugiés alsaciens et lorrains, déportés de la Commune de Paris[2]. La saisie des terres et des biens des indigènes insurgés entraîne la fondation de nouveaux villages[3].
- 1873-1896 : « La grande dépression » qui affecte les pays industrialisés fait brutalement chuter les prix des produits africains.
- 1875 :
  - le chef swahili Tippou Tib, marchand d’esclave, après avoir accumulé les victoires militaires depuis 1867, établit sa capitale à Kasongo en 1875 et se proclame souverain de la région ouest du lac Tanganyika. En l’espace de vingt ans, ils se taille un empire d’environ 500 000 km2. Il l’organise dans le domaine politique, en nommant ou en confirmant dans leurs fonctions les chefs ; économique, en développant de grandes cités marchandes (Nyangwe, Kasongo, Kisangani), en construisant des routes et en encourageant des plantations esclavagistes ; religieux, en répandant l’islam. Vers l’ouest, ses caravanes vont au-delà du Lualaba, frontière théorique de ses États. Tippou Tib et les autres marchands arabes utilisent pour servir leurs intérêts économiques et politiques le groupe des wangwana (« personnes libres », appelés « arabisés » par les Européens), engagés volontaires ou esclaves, qui pratiquent la langue swahili et l’islam. On leur confie la collecte de l’ivoire, l’achat et la capture d’esclaves, la gestion des domaines ruraux et le transport des marchandises vers Ujiji, Tabora ou Zanzibar. D’autres groupes sociaux liés au commerce se développent : les porteurs (pagazi), recrutés principalement parmi les Nyamwezi ; les chasseurs d’ivoire ; enfin les esclaves (washenzi, « barbares »), qui pourvoient à la subsistance des chasseurs, des trafiquants ou des porteurs.
  - le code portugais du travail indigène, promulgué en 1875, remplace l’esclavage par le recrutement de travailleurs pour les plantations de Sao Tomé.
- 1875-1915 : Henriette Benaben anime une école de broderies indigènes à Alger[4].
- 1879 : 500 des 633 vaisseaux entrés dans le port de La Goulette sont italiens[5].

- Mouvement d’immigration vers les villes en Libye. Les communautés étrangères grossissent. Tripoli, qui compte de nombreux Maltais, accueille des réfugiés des régences d’Afrique du Nord.

- 146 factoreries européennes sont installées entre Loango et Luanda, de part et d’autre de l’embouchure du Congo. Le principal entrepôt de ce commerce se trouve à 400 km des côtes, au Pool Malebo. Après l’arrêt de la traite négrière vers 1860, le bassin du Congo exporte surtout de l’ivoire, du caoutchouc, du copal, de l’huile de palme et des noix de palmiste. Il importe des produits européens et surtout du sel marin qui fait pratiquement office de monnaie à l’intérieur. Les cauris, les tissus et le cuivre sous forme de barrettes (mitako) sont également utilisés pour les échanges.
- Déclin du commerce transsaharien entre la boucle du Niger et le Maroc partir des années 1870.
- Des stations de charbonnages sont installées à Freetown, en Sierra Leone. La production est envoyée en Grande-Bretagne sur des bateaux à vapeur qui réduisent considérablement le temps de transport entre l’Afrique et l’Europe.
- La ville de Khums, en Libye, devient le principal centre de production d’alfa (plante textile, spontanée dans la région méditerranéenne, utilisée pour fabriquer des cordes).

### Amérique
- 1869-1885 : crise dans le secteur du café dans la vallée du Paraiba au Brésil (épuisement des terres, pénurie d’esclaves, concurrence internationale). Les mauvaises récoltes font chuter la production après 1868 et monter les prix qui atteignent leur maximum en 1874 ; des planteurs développent la culture du café dans l'État de São Paulo, à la faveur de la construction de chemins de fer[6],[7]La production annuelle de café au Brésil passe de 200 000 tonnes en 1870 à 300 000 en 1880 et 700 000 en 1900[8].
- 1870 : les États-Unis comptent 85 000 km de chemins de fer[9].
- 1870-1876 : effort des gouverneurs radicaux du Sud pour scolariser la population noire. De 1870à 1876, le nombre d’écoliers passe de 30 000 à 123 000 en Caroline du Sud, dont 70 000 enfant noirs[10].

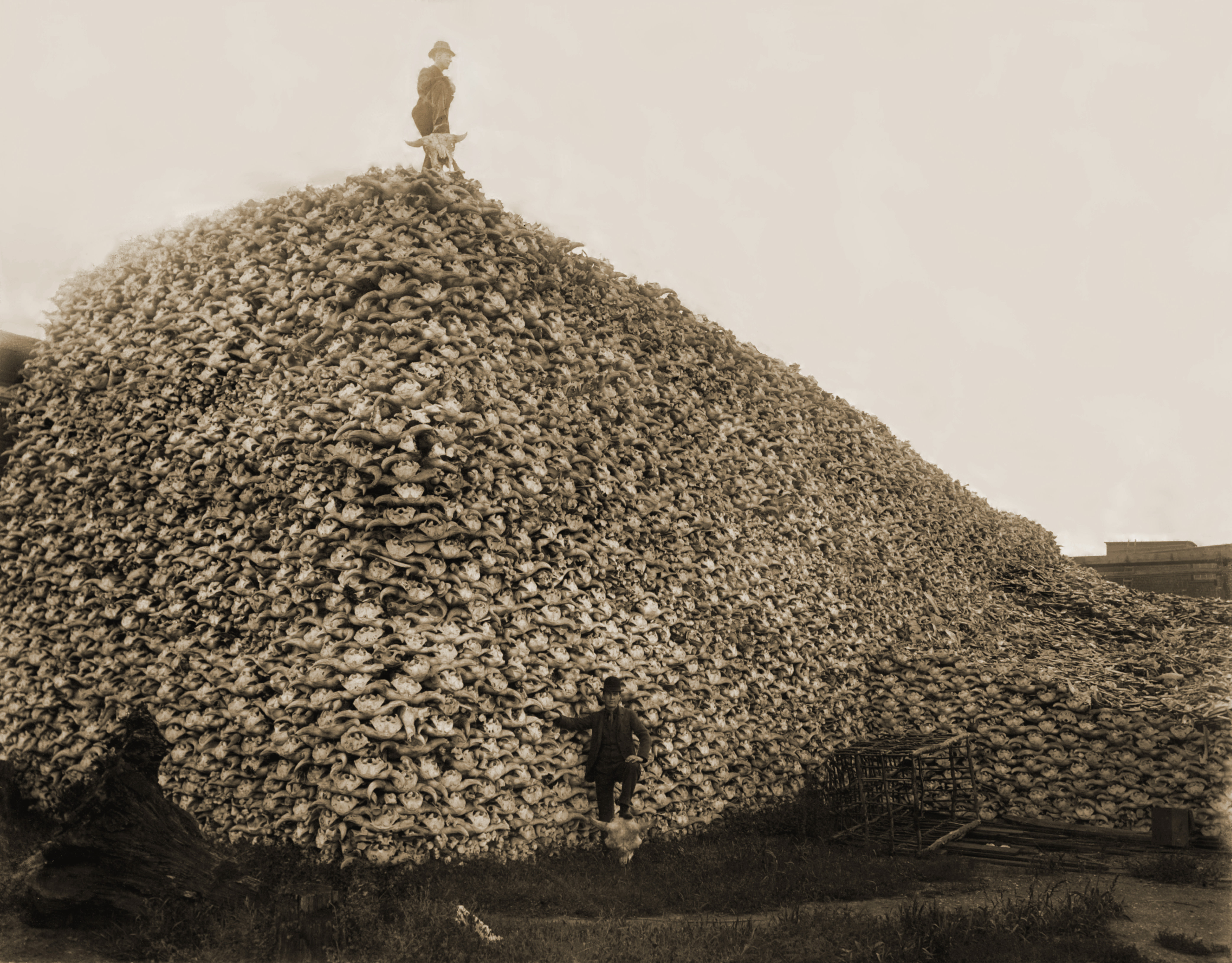
Pile de crânes de bisons destinée à devenir du fertilisant dans les années 1870.

- 1870-1884 : extermination des bisons aux États-Unis ; 2,5 millions de bisons environ sont tués chaque année de 1870 à 1875[11]. En 1884, le nombre de survivants est estimé à 200 têtes[12].
- Après 1870 :
  - en Bolivie, un tiers des terres publiques passent dans des mains privées[13].
  - l’Argentine devient exportatrice de céréales[14].
- 1872 : début des plantations de bananiers au Costa Rica, plantées le long de la voie ferrée en construction entre Limón et Cartago[15]. Minor Keith en commence l’exportation en 1878[16]. La banane deviend dans la plupart des petites républiques d’Amérique centrale l’unique produit d’importation, en général à destination des seuls États-Unis. L’installation de grandes compagnies américaines, comme l’United Fruit Company (1899), transforme la vie économique et politique des petits pays de la région.

La grande panique financière - Vue de Broad Street après la fermeture des portes de la Bourse de Wall Street.

- 1873 : Wall Street fermée dix jours après des faillites de banques et de chemin de fer, dans le sillage du krach de Vienne[17].
- 1873 - 1896 : « Grande Dépression » en Europe et aux États-Unis[18]. Récession et début d’une phase de baisse des prix aux États-Unis (1873-1877)[19]. Le revenu des agriculteurs, fortement endettés, s’érode. De nombreuses compagnies de chemin de fer, fragilisées par la guerre des tarifs, sont acculées à la faillite. Le chômage touche la moitié des ouvriers d’usine entre 1873 et 1880. Les grèves et les conflits sociaux contre les réductions de salaire culminent en 1877[20].
- 1873-1878 : l’adoption de l’étalon or par la plupart des pays européens stimule la demande et profite au Mexique[21].
- 1875 : Andrew Carnegie adopte le procédé Bessemer qui donne une impulsion décisive à la production d’acier aux États-Unis[19].
- 1877-1880 : une grande sécheresse dans le Nordeste, particulièrement dans le Ceará, provoque un mouvement de population vers l’Acre et le Pará au Brésil ; de nombreux seringueiros sont recrutées et participent au boom du caoutchouc[22].

- Prospérité de la ville de Guayaquil en Équateur grâce au cacao. Les exportations sont passées de 5 000 tonnes en 1840 à 12 000 en 1870 et représentent les trois quarts des recettes du pays[23].
- 85 % de la population du Brésil est analphabète (même sans tenir compte des esclaves). Les écoles n’existent pratiquement que dans les villes. Rio de Janeiro tient une place à part (académies, librairies, Bibliothèque nationale)[24].

- De 1811 à 1870, le Brésil a importé 1,145 million d’esclaves Africains (60,3 % des esclaves débarqués aux Amériques), les Antilles espagnoles ont importé 606 000 (32 %), dont 550 000 à Cuba, les Antilles françaises 96 000 (3 %), les États-Unis 51 000 (3 %). Au total 1 898 400 de personnes, soit 31 600 par an en moyenne[25].

### Asie et Pacifique
- 1871 :
  - création du Yen au Japon[26].
  - liaison télégraphique entre Shanghai et Nagasaki[27].

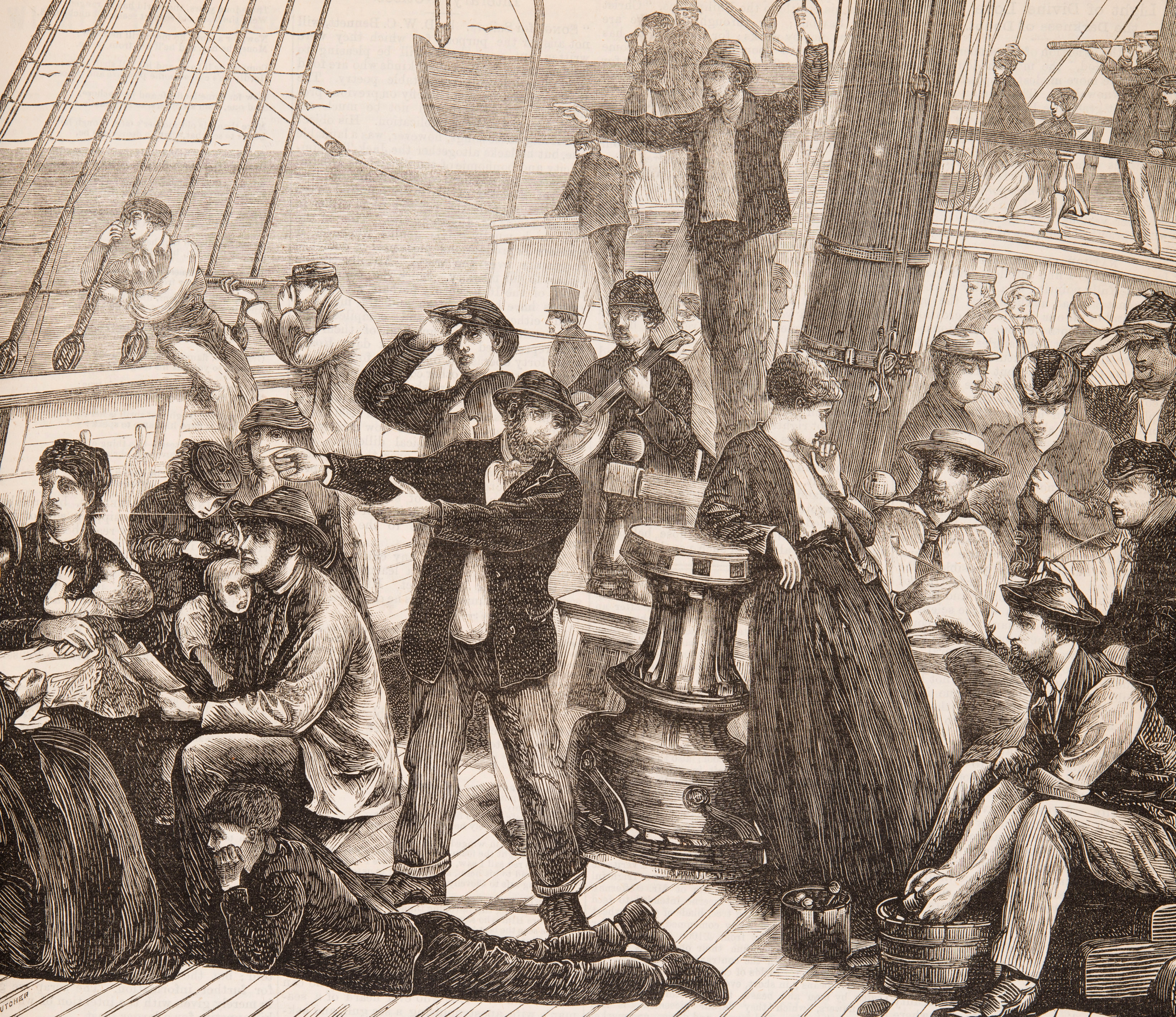
Navire d'émigrants australiens, gravure sur bois, 1873.

- 1871-1882 : 11 712 allemands émigrent vers l’Australie[28].
- 1872 : liaison télégraphique entre l'Australie et Londres[29].
- 1873 :
  - modernisation de l’État japonais sur le modèle européen. Réforme fiscale[30]. Institution d'une armée permanente avec un service obligatoire. Suppression des pensions à la noblesse (1873-1876)[31]. Début de l’industrialisation du Japon.
  - introduction du théier d’Assam à Java[32].
- 1873–1874 : famine dans le Bihar (Inde)[33].

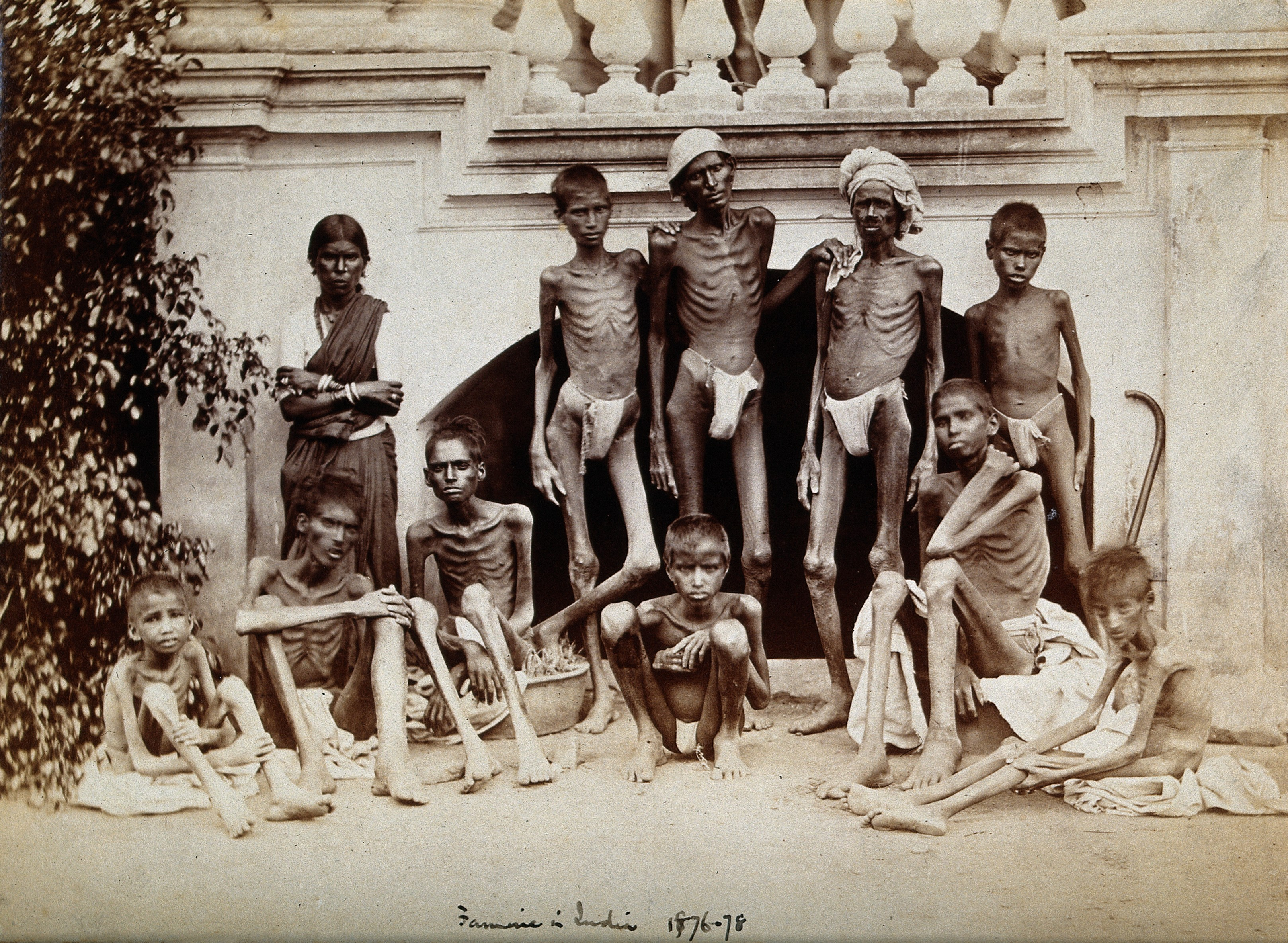
Victimes de la famine en Inde.

- 1876-1878 : famine en Inde. Mysore, Maharashtra, Pendjab, Madhya Pradesh et Uttar Pradesh sont durement touchés. Elle fait six millions de victimes, dont la moitié morte du choléra[34]. Dans le nord de la Chine la famine fait entre 9,5 et 13 millions de victimes[35].
- 1877 :
  - les sultans de Brunei et de Sulu ont loué des terres à des marchands étrangers à l’est de Bornéo (futur Sabah) en 1865. Le bail est racheté par un syndicat d’intérêts britanniques (British North Bornéo Company en 1881)[36].
  - introduction de l’hévéa en Indonésie[37].

- Inde : développement d’une importante industrie textile autour de Bombay, destinée au marché intérieur et à l’exportation vers la Chine. Elle occupe le cinquième rang mondial en 1914 et produit 23 % des cotonnades consommées en Inde (44 % si l’on prend en compte la production artisanale)[38].

### Europe
- 1870 :
  - 21 558 km de chemin de fer en Grande-Bretagne, 15 544 km en France, 18 876 km en Allemagne[39], 5 295 km en Espagne[40].
  - câble télégraphique sous-marin entre le Portugal et l’Angleterre[41].
  - 226 000 habitants à Rome. La ville devenue capitale en 1872 est le théâtre d’une vaste opération immobilière. De nombreux monuments sont détruits pour construire des logements pour l’administration[42].
- 1870-1880 : 1 175 000 Italiens émigrent[43]. Ils se dirigent vers les nations européennes, surtout vers la France. Après 1880, ils commencent à traverser l’Atlantique : Argentine, Brésil et États-Unis.
- 1871-1873 : boom économique déclenché par la victoire en Allemagne (Gründerzeit). Afflux de capitaux (dont 7 milliards versés par la France). Création de grandes banques d’affaires (Deutsche Bank, Dresdner Bank, etc.), de sociétés par actions (chemin de fer, banques, mines, métallurgie, etc.)[44].
- 1870-1880 : crise agricole aux Pays-Bas[45]. Essor industriel. Le développement du réseau ferré, la crise des prix agricoles et l’expansion démographique (26 % entre 1875 et 1885) entraînent un exode rural massif qui crée un prolétariat urbain[46].
- 1873 :
  - Krach de Vienne, qui s'étend à Berlin et Paris après un excès de spéculation immobilière[18].
  - création de l'usine métallurgique de Briansk (Russie)[47].
- 1873 - 1896 : « Grande Dépression » , période de crise économique et sociale en Europe et aux États-Unis[18]. La Russie est touché par la crise économique européenne[47]. Elle frappe durement l’industrie textile portugaise (60 % de la population ouvrière, 40 % de la production industrielle) et le commerce du vin.
- 1875 : les puits de pétrole de Bakou produisent 82 000 tonnes par an (1 902 400 en 1885)[47].
- 1877 : 72 % d’analphabètes en Espagne[48].
- 1878, Russie : chute du rouble-papier, due à la guerre (66 % du rouble-métal)[47].
- 1879 : 
  - tarif douanier protectionniste en Allemagne[49].
  - éclairage électrique à Saint-Pétersbourg[47].

#### Royaume-Uni
- 1871 : 
  - Trade Union Act, loi reconnaissant l’existence légale des syndicats ouvriers[50].
  - la production britannique annuelle de charbon est de 121,4 millions de tonnes[51].
- 1871-1892 : fondation de onze universités au Royaume-Uni[52].
- 1873 : le recensement cadastral (New Domesday Book) indique une concentration persistante de la propriété foncière : 7000 personnes en possèdent les quatre cinquièmes, et les plus grands domaines restent dans les mains des aristocrates (400 familles au plus) et de la gentry (1000 à 2000 familles)[50].
- 1873-1896 : crise de l’agriculture pendant la Grande Dépression, marquée par la baisse d’un tiers du prix des céréales face à la concurrence étrangère. Les élites foncières compensent la baisse des revenus du fermage en diversifiant leurs activités, en particulier dans le domaine financier. Les prix de gros s’orientent à la baisse (-32 % sur la période), diminuant les profits des industriels et les obligeant à réduire leurs effectifs ouvriers. La production industrielle ralentit dans plusieurs secteurs (sidérurgie, textile, charbon), comme la croissance de la productivité de la main-d’œuvre[50].
- 1873 - 1876 : Joseph Chamberlain, maire radical de Birmingham, organise entre un vaste projet urbanistique, alliant municipalisation de la distribution d’eau et de gaz, drainage, démolition de taudis, percement de grandes avenues et aménagement d’espaces verts (gas-and-water socialism). Ce socialisme municipal fait école et en 1914 la distribution du gaz est municipalisée dans plus de 200 villes et celle de l’eau dans 500[50].
- 1875 :
  - Conspiracy Act et Employers and Workmen Act (en)[50].
  - la semaine de travail est limitée à 54 heures pour les adolescents et les femmes[53].
  - ouverture par Arthur Lasenby Liberty du magasin Liberty & Co au 218a Regent Street à Londres[54], grâce à un prêt de 2 000 livres sterling que lui avait accordé son futur beau-père.
  - la consommation d’alcool culmine avec 160 litres par an et par personne[50].
- 1876 : le déficit commercial Britannique atteint 100 millions de livres. Il oscillera en 120 et 180 millions entre 1890 et 1913. Il est largement compensé par la fourniture de capitaux et la prestation de services (fret, assurances, banques)[50].
- 1877, Londres : Annie Besant et Charles Bradlaugh livrent un combat judiciaire pour imposer le droit à la contraception[55].

- La production de textile représente 33 % de la production moniale. Depuis 1800, elle a été multipliée par 14[56] et celle de charbon par 10 (elle double encore jusqu’en 1910).
- Les exportations annuelles sont de 218 millions de £ entre 1870 et 1879. Le Royaume-Uni fournit le tiers de la production mondiale de produits manufacturés et le revenu national par habitant est le plus élevé au monde. Il produit 60 % du charbon mondial, 50 % des tissus de coton, 40 % de l’acier. Un quart du revenu national est assuré par les exportations[57].
- L’industrie emploie 5,5 millions de personnes, le commerce et les transports 2,3 millions, l’agriculture et les services domestiques 1,8 million, la fonction publique et les professions libérales 700 000.

#### France
- 1868 : la découverte de l'alizarine, le colorant rouge de la garance, provoque la fin de la culture de la garance, notamment dans le Vaucluse[58].
- 1870-1872 : dernière épizootie de peste bovine en France[59].
- 1875 : découverte d'un important gisement de minerai de fer dans le bassin de Briey en Meurthe-et-Moselle[60].
- 1877 : crise de la soierie lyonnaise ; l'industrie textile se lance dans la fabrication de tissus mélangés de coton et de laine et des tissus dits « fantaisie », comme les crêpes, la gaze et les mousselines[61].

- Le Phylloxéra, maladie de la vigne identifiée dans le Gard en 1863, détruit la quasi-totalité du vignoble français[58].

Le prix constaté du blé évolue en forte hausse au cours de la première moitié de la décennie en France, surtout avant la grande crise économique de 1873, y compris si l'on prend en compte l'évolution parallèle du salaire horaire, selon l'économiste Jean Fourastié, qui a démontré l'importance de l'Histoire de la culture des céréales sur celle de l'économie, également pour cette première partie de la décennie déficitaire en céréales:
| Années                                     | 1870 | 1871 | 1872 | 1873 | 1874 |
| Prix observé du quintal de blé (en francs) | 26,7 | 34,1 | 30,6 | 33,6 | 32,7 |
| Prix réel (ajusté du salaire horaire)      | 121  | 155  | 139  | 149  | 145  |

## Démographie
- 1870 :
  - recensement des États-Unis de Colombie : 2 951 323 habitants[63].
  - recensement des États-Unis : 38 555 983 habitants[64].
  - les Pays-Bas comptent 3,6 millions d’habitants.
- 1870-1879 : 2 742 137 immigrants aux États-Unis[65]
- 1871 : recensement au Canada ; le pays compte 3 689 257 habitants[66].
- 1873 : 
  - la Chine compte 329 560 000 habitants.
  - le Japon compte trente-cinq millions d’habitants.
- 1875 : deux millions d’habitants au Chili, regroupés principalement dans la vallée centrale[67].